# Centro Deportivo Internacional Yutong
El Centro Deportivo Internacional Yutong (Yutong International Sports Center - en chino simplificado, 裕彤国际体育中心) es un estadio multiusos ubicado en la ciudad de Shijiazhuang, provincia de Hebei, China. El estadio fue inaugurado en 1950 y ha sido remodelado en varias ocasiones, la última en 2013, tras la cual con la instalación de butacas individuales la capacidad del recinto bajó de 38 500 a 29 000 espectadores, sirve principalmente para la práctica del fútbol y es el campo del club Shijiazhuang Ever Bright, un equipo que compite en la Superliga de China.